# Робин Тик
Вижте пояснителната страница за други личности с името Тик.
Робин Чарлз Тик (на английски: Robin Charles Thicke) е певец, музикант и автор на песни.

## Биография
Тик е роден на 10 март 1977 г. в Лос Анджелис, Калифорния, САЩ. Син е на актьора Алан Тик и вокалистката Глория Лоринг. Робин има по-голям брат – Бренън Тик, и по-малък полубрат – Уилям Картър. Със съпругата си, актрисата Пола Патън, имат син на име Джулиан, и още 2 деца.
На 16-годишна възраст певецът подписва договор с „Interscope Records“, а с дебютния си албум „A Beautiful World“ (2002) вече е разпознаваем като Робин Тик (на английски: Robin Thicke). Черпи вдъхновение от артисти като Марвин Гей, Стиви Уондър и др. Творчеството му е повлияно основно от соул музиката от 1970-те, но също така има интерес и към други жанрове като хип-хоп, диско, електронна музика, симфонични композиции.

### Музикална кариера
Робин се научава да свири на пиано на 12-годишна възраст, като до шестнадесетата си годишнина пише и продуцира песни за артисти като Brandy, Color Me Badd и Brian McKnight. Преди да навърши 21 той вече е написал и продуцирал песни за над 20 златни и платинени албума, включително за иконата Michael Jackson, Marc Anthony, Pink, Christina Aguilera и др.
Една година по-късно той подписва с Jimmy Iovine и Interscope Records, а скоро след това се среща с André Harrell (бивш изпълнителен директор на Uptown Records и ментор на Mary J Blige, Sean „Puffy“ Combs и редица други изпълнители). Не е нужно много време за Робин да разбере, че е открил творческия партньор, който му е нужен, за да създаде дебютния си албум A Beautiful World. След него Тик продължава да работи усърдно и да пише и продуцира песни за спечелилия грами албум на Usher Confessions, както и за Lil 'Wayne и Mary J Blige.
Не след дълго Тик излиза със следващия си пробив „The Evolution Of Robin Thicke“ (2006). Огромният хит от албума – „Lost Without U“, е най-пусканата песен в Urban Adult Contemporary BDS, а също така е едновременно номер едно в редица други класации. Така Робин се утвърждава като един от най-уважаваните певци и автори на песни в стиловете „Соул“ и „R&B“. През лятото на 2007 г. той осъществява турне с Бионсе и взима участие в шоуто на Опра два пъти.
2007 г. носи на Робин Тик редица постижения като наградата на VH1 Soul/Vibe за изпълнител с най-добър пробив, както и номинации от BET (за най-добър R&B изпълнител в мъжка категория и за избор на зрителя), Train Soul (за най-добър R&B Soul албум в мъжка категория), MTV VMA (за изпълнител на годината в мъжка категория), MOBO (за най-добра песен, „Lost Without U“), Американските музикални награди (за любим изпълнител с най-добър пробив) и др.
Суперзвездата е отново в центъра на вниманието през 2008 г. с новия си албум Something Else, който представлява съвременен прочит на поп и соул произведения от 1970-те, които са вдъхновили кариерата му. Представян от критиците като един от най-добрите соул албуми през последните години, той включва теми като расизъм, бедност и любов в хитовете „Dreamworld“, „Magic“ и „The Sweetest Love“.
Дебютирайки на трето място в Билборд 200, Something Else се превръща в най-високо оценения албум на Робин до момента. Сингълът „Magic“ също влиза в топ 10 на местните класации (под номер 2). Песента „Tie My Hands“ става любима на Lil Wayne и той я включва в своя албум The Carter 3. Двамата изпълняват песента заедно на наградите Грами през 2009 малко след турнето му с Mary J. Blige.
През декември на 2009 г. Робин издава албума Sex Therapy, който пресъздава един въображаем свят на еротика, докато в същото време човек продължава да се бори с фактори като самота, предателство и прелъстяване. Песента, носеща името на самата тема на албума – „Sex Therapy“, е приветствана от критиката като „най-секси песен на годината“ и дълъг период от време е под номер 1 в класациите за R&B/Hip Hop песен. Също така тя печели наградите ASCAP Rhythm и Soul Award.
Петият студиен албум на Робин, Love After War, бива пуснат на пазара на 6 декември 2011 г. Първият сингъл от албума, „Love After War“, се изкачва бързо в класациите и заема първо място в Urban AC, оставайки на върха в продължение на две седмици. Associated Press поставя етикет върху албума – „трябва да го имате“; Billboard заявява, че Тик съвсем последователно се доказва като един от най-отдадените R&B изпълнители, които са и сред любимците на дамите, а Entertainment Weekly нарича албума „най-съблазнителния“. Той отразява първичното и честното лице на Робин. Това е албум, роден от желанието на изпълнителя да бъде безкомпромисният, идеалистичен артист какъвто е бил като момче, обвързан с теглото, да бъде човек с отговорности и белези на миналото. Love After War и песните, които са поместени в него, като „An Angel on Each Arm“, "I’m An Animal", „Never Give Up“, „Cloud 9“, „Pretty Lil' Heart“ и „Tears On My Tuxedo“ не се нуждаят от обяснение, те говорят сами за себе си.
Робин е бил част от първия сезон на ABC „Duets“, чиято премиера е на 24 май 2012 г. Той е т.нар. суперзвезда на шоуто заедно с Кели Кларксън, Джон Леджънд, и Дженифър Нетълс. Следваща стъпка за Тик е филмовият му дебют. Той снима филма „Аби през лятото“, където работи заедно с Джейми Пресли, Джоуи Лорън Адамс и Франсис Конрой.

### Авторска кариера
Робин Тик започва кариерата си на автор на песни със създаването на хитове за популярни артисти. Той е един от авторите и продуцент хита на R&B групата Color Me Badd „Sexual Capacity“ през 1996 г. Тик също така участва в написването на песните от едноименния дебютен албум на Кристина Агилера, който се е продава в 17 милиона копия по целия свят. Оригиналът на първия сингъл на американския певец „When I Get You Alone“ е изпълнен от Гай Себастиан, победителят от първия сезон на Australian Idol (австралийски музикален формат) през 2003 г. по време на състезанието, както и по време на големия финал.
„When I Get You Alone“ е популярен избор за песен. Себастиан включва изпълнението си на живо в своя четири пъти платинен дебютен сингъл „Angels Brought Me Here“. Това е най-бързо продаваният сингъл в Австралия, дебютиращ под номер едно и чупещ рекорда на Австралийската асоциация на звукозаписната индустрия (ARIA). През 2004 г. Тик е един от авторите на „Out with My Baby“ заедно с Гай Себастиан – песен от втория албум на Себастиан – Beautiful Life. Робин също така е и продуцент на този сингъл за младия певец. По време на същата тази година Робин написва песен („Set Me Free“) с певицата и актриса Raven – Symoné за албума ѝ „This Is My Time“.
През април 2007 г. Тик заедно с певицата и композитор Angela Via създават песента „Wrong for You“. През 2008 г. продуцентът Polow Da Don му отправя предложение да акомпанира на пиано на Usher за песента „Love In This Club“. Робин също така написва и продуцира песента „Giving Myself“ на Tha Carter III, който печели награда за най-добър рап албум. Американският изпълнител е и автор, и продуцент на песента „Giving Myself“ за албума на Дженифър Хъдсън, който печели награда за най-добър R&B албум.